# Галерийна гора
Галерийна гора е гора, разположена в тясна ивица покрай реките, течащи сред безлесни пространства: степи, прерии, савани, пустини и др. Типични галерийни гори са тропическите брегови гори в саваните на Африка и Южна Америка. В Средна Азия галерийните гори се наричат тугаи или тугайни гори. Галерийни гори съществуват и в тундра, в частност в Чукотка и Аляска, като тук за развитието на дървесна растителност благоприятства затоплящото въздействие на водата на реките, течащи от по-топли области.